# MBK Entertainment
MBK Entertainment, antes conocida como Core Contents Media, fue una compañía discográfica surcoreana y la principal subsidiaria de Mnet Media (antes GM Planning), que a su vez, este sello adquirió otras tres compañías, MAXMP3, Poibos y Mediopia. También es el sello discográfico del grupo femenino surcoreano T-ara, así como de varios artistas más del género K-Pop en Corea del Sur. Su director fue Kim Kwang Soo.
En 2022, MBK Entertainment cerró por completo debido a que se mudó a PocketDol Studio.

## Artistas

### Grupos
- T-ara
- Nutaz
- HIGHBROW
- DIA
- Class:y
- Coed School
- F-ve Dolls
- H&D
- See Ya

### Actores y actrices
- Ha Seok-jin
- No Min-woo
- Qri (T-ara)
- Eunjung (T-ara)
- Jiyeon (T-ara)
- Hyomin (T-ara)
- Cha Ju-Hyuk (exmiembro de Coed School)
- Lee Hae-Ri (Davichi)
- Kang Min-Kyung (Davichi)

### Novatos
- Shannon Williams
- Coco Lee
- Jung Hwiin
- Bang Hyunah
- Alex Bell
- Kim Soojin